# Eastbourne International
Eastbourne International — тенісний турнір на кортах із трав'яним покриттям, що проходить у місті Істборн, Англія, традиційне місце підготовки теніситів до Вімблдону. Турнір проводиться з 1975. Спочатку це був винятково жіночний турнір, але з сезону 2009  до його програми включено також змагання серед чоловіків. 

## Назва
Турнір проводився під назвами:
- John Player Tournament (1974)
- Eastbourne Championships (1975)
- Colgate International (1976, 1978, 1979)
- BMW Challenge (1980)
- BMW Championships (1981—1983)
- Eastbourne International (1984)
- Pilkington Glass Championships (1985—1992)
- Volkswagen Cup (1993, 1994)
- Direct Line International Championships (1995—2000)
- Britannic Asset Management International Championships (2001, 2002)
- Hastings Direct International Championships (2003—2007)
- International Women's Open (2008)
- Aegon International (2009—2015)
- Aegon International Eastbourne (2016, 2017)
- Eastbourne International (2018, 2019, 2021) (Nature Valley International - за назвою спонсора)

## Фінали

### Чоловіки. Одиночний розряд
| Рік     | Чемпіон                      | Фіналіст                     | Рахунок                      |
| ------- | ---------------------------- | ---------------------------- | ---------------------------- |
| 2009    | Дмитро Турсунов              | Франк Данцевич               | 6–3, 7–6(7–5)                |
| 2010    | Мікаель Льодра               | Гільєрмо Гарсія-Лопес        | 7–5, 6–2                     |
| 2011    | Андреас Сеппі                | Янко Типсаревич              | 7–6(7–5), 3–6, 5–3 знялася   |
| 2012    | Енді Роддік                  | Андреас Сеппі                | 6-2, 6-3                     |
| 2013    | Фелісіано Лопес              | Жиль Сімон                   | 7–6(7–2), 6–7(5–7), 6–0      |
| 2014    | Фелісіано Лопес (2)          | Рішар Гаске                  | 6–3, 6–7(5–7), 7–5           |
| 2015–16 | не проводився                | не проводився                | не проводився                |
| 2017    | Новак Джокович               | Гаель Монфіс                 | 6–3, 6–4                     |
| 2018    | Міша Звєрєв                  | Лукаш Лацко                  | 6–4, 6–4                     |
| 2019    | Тейлор Фріц                  | Сем Кверрі                   | 6–3, 6–4                     |
| 2020    | Не проводився через COVID-19 | Не проводився через COVID-19 | Не проводився через COVID-19 |
| 2021    | Алекс де Мінор               | Лоренцо Сонего               | 4–6, 6–4, 7–6(7–5)           |
| 2022    | Тейлор Фріц (2)              | Максім Крессі                | 6–2, 6–7(4–7), 7–6(7–4)      |
| 2023    | Франсіско Черундоло          | Томмі Пол                    | 6–4, 1–6, 6–4                |
| 2024    | Тейлор Фріц                  | Макс Перселл                 | 6–4, 6–3                     |
| 2025    | Тейлор Фріц                  | Дженсон Бруксбі              | 7–5, 6–1                     |

### Жінки. Одиночний розряд
| Рік         | Чемпіонка                    | Фіналістка                        | Рахунок                      | Назва                                                 |
| ----------- | ---------------------------- | --------------------------------- | ---------------------------- | ----------------------------------------------------- |
| ↓ WTA 500 ↓ |                              |                                   |                              |                                                       |
| 1974        | Кріс Еверт                   | Вірджинія Вейд                    | 7–5, 6–4                     | John Player Championships                             |
| 1975        | Вірджинія Вейд               | Біллі Джин Кінг                   | 7–5, 4–6, 6–3                | Eastbourne International                              |
| 1976        | Кріс Еверт                   | Вірджинія Вейд                    | 8–6, 6–3                     | Colgate International                                 |
| 1977        | Не проводився                | Не проводився                     | Не проводився                | Colgate International                                 |
| 1978        | Мартіна Навратілова          | Кріс Еверт                        | 6–4, 4–6, 9–7                | Colgate International                                 |
| 1979        | Кріс Еверт                   | Мартіна Навратілова               | 7–5, 5–7, 13–11              | Colgate International                                 |
| 1980        | Трейсі Остін                 | Венді Тернбулл                    | 7–6(7–3), 6–2                | BMW Challenge                                         |
| 1981        | Трейсі Остін                 | Андрея Єгер                       | 6–3, 6–4                     | BMW Championships                                     |
| 1982        | Мартіна Навратілова          | Гана Мандлікова                   | 6–4, 6–3                     | BMW Championships                                     |
| 1983        | Мартіна Навратілова          | Венді Тернбулл                    | 6–1, 6–1                     | BMW Championships                                     |
| 1984        | Мартіна Навратілова          | Кеті Джордан                      | 6–4, 6–1                     | Eastbourne Championships                              |
| 1985        | Мартіна Навратілова          | Гелена Сукова                     | 6–4, 6–3                     | Pilkington Glass Championships                        |
| 1986        | Мартіна Навратілова          | Гелена Сукова                     | 3–6, 6–3, 6–4                | Pilkington Glass Championships                        |
| 1987        | Гелена Сукова                | Мартіна Навратілова               | 7–6(7–5), 6–3                | Pilkington Glass Championships                        |
| 1988        | Мартіна Навратілова          | Наташа Звєрєва                    | 6–2, 6–2                     | Pilkington Glass Championships                        |
| 1989        | Мартіна Навратілова          | Раффаелла Реггі                   | 7–6(7–2), 6–2                | Pilkington Glass Championships                        |
| 1990        | Мартіна Навратілова          | Гретхен Магерс                    | 6–0, 6–2                     | Pilkington Glass Championships                        |
| 1991        | Мартіна Навратілова          | Аранча Санчес Вікаріо             | 6–4, 6–4                     | Pilkington Glass Championships                        |
| 1992        | Лорі Макнейл                 | Лінда Вайлд                       | 6–4, 6–4                     | Pilkington Glass Championships                        |
| 1993        | Мартіна Навратілова          | Міріам Ореманс                    | 2–6, 6–2, 6–3                | Volkswagen Cup                                        |
| 1994        | Мередіт Макграт              | Лінда Вайлд                       | 6–2, 6–4                     | Volkswagen Cup                                        |
| 1995        | Наталі Тозья                 | Чанда Рубін                       | 3–6, 6–0, 7–5                | Direct Line Insurance International Championships     |
| 1996        | Моніка Селеш                 | Мері Джо Фернандес                | 6–0, 6–2                     | Direct Line Insurance International Championships     |
| 1997        |                              | Яна Новотна Аранча Санчес Вікаріо | 6–5, припинено через дощ     | Direct Line Insurance International Championships     |
| 1998        | Яна Новотна                  | Аранча Санчес Вікаріо             | 6–1, 7–5                     | Direct Line Insurance International Championships     |
| 1999        | Наташа Звєрєва               | Наталі Тозья                      | 0–6, 7–5, 6–3                | Direct Line Insurance International Championships     |
| 2000        | Жулі Алар-Декюжі             | Домінік Монамі                    | 7–6(7–4), 6–4                | Direct Line Insurance International Championships     |
| 2001        | Ліндсі Девенпорт             | Магуї Серна                       | 6–2, 6–0                     | Britanic Asset Management International Championships |
| 2002        | Чанда Рубін                  | Анастасія Мискіна                 | 6–1, 6–3                     | Britanic Asset Management International Championships |
| 2003        | Чанда Рубін                  | Кончіта Мартінес                  | 6–4, 3–6, 6–4                | Hastings Direct International Championships           |
| 2004        | Світлана Кузнецова           | Даніела Гантухова                 | 2–6, 7–6(7–2), 6–4           | Hastings Direct International Championships           |
| 2005        | Кім Клейстерс                | Віра Душевіна                     | 7–5, 6–0                     | Hastings Direct International Championships           |
| 2006        | Жустін Енен                  | Анастасія Мискіна                 | 4–6, 6–1, 7–6(7–5)           | Hastings Direct International Championships           |
| 2007        | Жустін Енен                  | Амелі Моресмо                     | 7–5, 6–7(4–7), 7–6(7–2)      | Hastings Direct International Championships           |
| 2008        | Агнешка Радванська           | Надія Петрова                     | 6–4, 6–7(11–13), 6–4         | International Women's Open                            |
| 2009        | Каролін Возняцкі             | Віржіні Раззано                   | 7–6(7–5), 7–5                | Aegon International                                   |
| 2010        | Катерина Макарова            | Вікторія Азаренко                 | 7–6(7–4), 6–4                | Aegon International                                   |
| 2011        | Маріон Бартолі               | Петра Квітова                     | 6–1, 4–6, 7–5                | Aegon International                                   |
| 2012        | Таміра Пашек                 | Анджелік Кербер                   | 5–7, 6–3, 7–5                | Aegon International                                   |
| 2013        | Олена Весніна                | Джеймі Гемптон                    | 6–2, 6–1                     | Aegon International                                   |
| 2014        | Медісон Кіз                  | Анджелік Кербер                   | 6–3, 3–6, 7–5                | Aegon International                                   |
| 2015        | Белінда Бенчич               | Агнешка Радванська                | 6–4, 4–6, 6–0                | Aegon International                                   |
| 2016        | Домініка Цібулкова           | Кароліна Плішкова                 | 7–5, 6–3                     | Aegon International                                   |
| 2017        | Кароліна Плішкова            | Каролін Возняцкі                  | 6–4, 6–4                     | Aegon International                                   |
| 2018        | Каролін Возняцкі (2)         | Орина Соболенко                   | 7–5, 7–6(7–5)                | Nature Valley International                           |
| 2019        | Кароліна Плішкова (2)        | Анджелік Кербер                   | 6–1, 6–4                     | Nature Valley International                           |
| 2020        | не проводився через COVID-19 | не проводився через COVID-19      | не проводився через COVID-19 | Nature Valley International                           |
| 2021        | Олена Остапенко              | Анетт Контавейт                   | 6–3, 6–3                     | Viking International                                  |
| 2022        | Петра Квітова                | Олена Остапенко                   | 6–3, 6–2                     | Rothesay International                                |
| 2023        | Медісон Кіз (2)              | Дарія Касаткіна                   | -                            | Rothesay International                                |
| 2024        | Дарія Касаткіна              | Лейла Фернандес                   | 6–3, 6–4                     |                                                       |
| ↓ WTA 250 ↓ |                              |                                   |                              |                                                       |
| 2025        | Мая Джойнт                   | Александра Еала                   | 6–4, 1–6, 7–6(12–10)         |                                                       |

### Чоловіки. Парний розряд
| Рік     | Чемпіони                              | Фіналісти                         | Рахунок                      |
| ------- | ------------------------------------- | --------------------------------- | ---------------------------- |
| 2009    | Маріуш Фирстенберг Марцін Матковський | Тревіс Перротт Філіп Полашек      | 6–4, 6–4                     |
| 2010    | Маріуш Фирстенберг Марцін Матковський | Колін Флемінг Кен Скупскі         | 6–3, 5–7, [10–8]             |
| 2011    | Джонатан Ерліх Енді Рам               | Григор Димитров Андреас Сеппі     | 6–3, 6–3                     |
| 2012    | Колін Флемінг Росс Гатчінс            | Джеймі Делгадо Кен Скупскі        | 6–4, 6–3                     |
| 2013    | Александер Пея Бруно Суареш           | Колін Флемінг Джонатан Маррі      | 3–6, 6–3, [10–8]             |
| 2014    | Тріт Х'юї Домінік Інглот              | Александер Пея Бруно Суареш       | 7–5, 5–7, [10–8]             |
| 2015–16 | не проводився                         | не проводився                     | не проводився                |
| 2017    | Боб Браян Майк Браян                  | Роган Бопанна Андре Са            | 6–7(4–7), 6–4, [10–3]        |
| 2018    | Люк Бембрідж Джонні О'Мара            | Кен Скупскі Ніл Скупскі           | 7–5, 6–4                     |
| 2019    | Хуан Себастьян Кабаль Роберт Фара     | Максімо Гонсалес Орасіо Себальйос | 3–6, 7–6(7–4), [10–6]        |
| 2020    | Не проводився через COVID-19          | Не проводився через COVID-19      | Не проводився через COVID-19 |
| 2021    | Нікола Мектич Мате Павич              | Ражів Рам Джо Солсбері            | 6–4, 6–3                     |
| 2022    | Нікола Мектич (2) Мате Павич (2)      | Матве Мідделкоп Люк Савіль        | 6–4, 6–2                     |
| 2023    | Нікола Мектич (3) Мате Павич (3)      | Іван Додіг Остін Крайчек          | 6–4, 6–2                     |
| 2024    | Ніл Скупскі Майкл Вінус               | Меттью Ебден Джон Пірс (тенісист) | 4–6, 7–6(7–2), [11–9]        |
| 2025    | Джуліан Кеш Ллойд Ґласспул            | Аріель Беар Йоран Вліґен          | 6–4, 7–6(7–5)                |

### Жінки. Парний розряд
| Рік         | Чемпіонки                                                            | Фіналістки                                                           | Рахунок                          |
| ----------- | -------------------------------------------------------------------- | -------------------------------------------------------------------- | -------------------------------- |
| ↓ WTA 500 ↓ |                                                                      |                                                                      |                                  |
| 1975        | Джулі Ентоні Ольга Морозова                                          | Івонн Гулагонг Пеггі Мішел                                           | 6–2, 6–4                         |
| 1976        | Кріс Еверт / Мартіна Навратілова vs. Ольга Морозова / Вірджинія Вейд | Кріс Еверт / Мартіна Навратілова vs. Ольга Морозова / Вірджинія Вейд | 6–4, 1–1, гру зупинено через дощ |
| 1977        | Не проводився                                                        | Не проводився                                                        | Не проводився                    |
| 1978        | Кріс Еверт Бетті Стеве                                               | Біллі Джин Кінг Мартіна Навратілова                                  | 6–4, 6–7, 7–5                    |
| 1979        | Бетті Стеве (2) Венді Тернбулл                                       | Іліана Клосс Бетті Енн Грабб-Стюарт                                  | 6–2, 6–2                         |
| 1980        | Кеті Джордан Енн Сміт                                                | Пем Шрайвер Бетті Стеве                                              | 6–4, 6–1                         |
| 1981        | Мартіна Навратілова Пем Шрайвер                                      | Кеті Джордан Енн Сміт                                                | 6–7, 6–2, 6–1                    |
| 1982        | Мартіна Навратілова (2) Пем Шрайвер (2)                              | Кеті Джордан Енн Сміт                                                | 6–3, 6–4                         |
| 1983        | Мартіна Навратілова (3) Пем Шрайвер (3) '                            | Джо Дьюрі Енн Гоббс                                                  | 6–1, 6–0                         |
| 1984        | Мартіна Навратілова (4) Пем Шрайвер (4)                              | Джо Дьюрі Енн Кійомура                                               | 6–4, 6–2                         |
| 1985        | Мартіна Навратілова (5) Пем Шрайвер (5)                              | Кеті Джордан Елізабет Смайлі                                         | 7–5, 6–4                         |
| 1986        | Мартіна Навратілова (6) Пем Шрайвер (6)                              | Клаудія Коде-Кільш Гелена Сукова                                     | 6–2, 6–4                         |
| 1987        | Світлана Пархоменко Лариса Савченко                                  | Розалін Фербанк Елізабет Смайлі                                      | 7–6(7–5), 4–6, 7–5               |
| 1988        | Ева Пфафф Елізабет Смайлі                                            | Белінда Кордвелл Дінкі Ван Ренсбург                                  | 6–3, 7–6(8–6)                    |
| 1989        | Катріна Адамс Зіна Гаррісон                                          | Яна Новотна Гелена Сукова                                            | 6–3, знялася                     |
| 1990        | Лариса Савченко (2) Наташа Звєрєва                                   | Петті Фендік Зіна Гаррісон                                           | 6–4, 6–3                         |
| 1991        | Лариса Савченко (3) Наташа Звєрєва (2)                               | Джиджі Фернандес Яна Новотна                                         | 2–6, 6–4, 6–4                    |
| 1992        | Яна Новотна Лариса Нейланд                                           | Мері Джо Фернандес Зіна Гаррісон                                     | 6–0, 6–3                         |
| 1993        | Джиджі Фернандес Наташа Звєрєва (3)                                  | Яна Новотна Лариса Нейланд                                           | 2–6, 7–5, 6–1                    |
| 1994        | Джиджі Фернандес (2) Наташа Звєрєва (4)                              | Інес Горрочатегуї Гелена Сукова                                      | 6–7(4–7), 6–4, 6–3               |
| 1995        | Яна Новотна (2) Аранча Санчес Вікаріо                                | Джиджі Фернандес Наташа Звєрєва                                      | 0–6, 6–3, 6–4                    |
| 1996        | Яна Новотна (3) Аранча Санчес Вікаріо (2)                            | Розалін Фербанк Пем Шрайвер                                          | 4–6, 7–5, 6–4                    |
| 1997        | Ніколь Арендт / Манон Боллеграф vs. Лорі Макнейл / Гелена Сукова     | Ніколь Арендт / Манон Боллеграф vs. Лорі Макнейл / Гелена Сукова     | Cancelled                        |
| 1998        | Маріан де Свардт Яна Новотна (4)                                     | Аранча Санчес Вікаріо Наташа Звєрєва                                 | 6–1, 6–3                         |
| 1999        | Мартіна Хінгіс Анна Курникова                                        | Яна Новотна Наташа Звєрєва                                           | 6–4, знялася                     |
| 2000        | Аї Сугіяма Наталі Тозья                                              | Ліза Реймонд Ренне Стаббс                                            | 2–6, 6–3, 7–6(7–3)               |
| 2001        | Ліза Реймонд Ренне Стаббс                                            | Кара Блек Олена Лиховцева                                            | 6–2, 6–2                         |
| 2002        | Ліза Реймонд (2) Ренне Стаббс (2)                                    | Кара Блек Олена Лиховцева                                            | 6–7(5–7), 7–6(8–6), 6–2          |
| 2003        | Ліза Реймонд (3) Ліндсі Девенпорт                                    | Дженніфер Капріаті Магуї Серна                                       | 6–3, 6–2                         |
| 2004        | Алісія Молік Магуї Серна                                             | Світлана Кузнецова Олена Лиховцева                                   | 6–4, 6–4                         |
| 2005        | Ліза Реймонд (4) Ренне Стаббс (3)                                    | Олена Лиховцева Віра Звонарьова                                      | 6–3, 7–5                         |
| 2006        | Світлана Кузнецова Амелі Моресмо                                     | Лізель Губер Мартіна Навратілова                                     | 6–2, 6–4                         |
| 2007        | Ліза Реймонд (5) Саманта Стосур                                      | Квета Пешке Ренне Стаббс                                             | 6–7(5–7), 6–4, 6–3               |
| 2008        | Кара Блек Лізель Губер                                               | Квета Пешке Ренне Стаббс                                             | 2–6, 6–0, [10–8]                 |
| 2009        | Акгул Аманмурадова Аї Сугіяма (2)                                    | Саманта Стосур Ренне Стаббс                                          | 6–4, 6–3                         |
| 2010        | Ліза Реймонд (6) Ренне Стаббс (4)                                    | Квета Пешке Катарина Среботнік                                       | 6–2, 2–6, [13–11]                |
| 2011        | Квета Пешке Катарина Среботнік                                       | Лізель Губер Ліза Реймонд                                            | 6–3, 6–0                         |
| 2012        | Нурія Льягостера Вівес Марія Хосе Мартінес Санчес                    | Лізель Губер Ліза Реймонд                                            | 6–4, ret.                        |
| 2013        | Надія Петрова Катарина Среботнік (2)                                 | Моніка Нікулеску Клара Закопалова                                    | 6–3, 6–3                         |
| 2014        | Чжань Хаоцін Чжань Юнжань                                            | Мартіна Хінгіс Флавія Пеннетта                                       | 6–3, 5–7, [10–7]                 |
| 2015        | Каролін Гарсія Катарина Среботнік (3)                                | Чжань Юнжань Чжен Цзє                                                | 7–6(7–5), 6–2                    |
| 2016        | Дарія Юрак Анастасія Родіонова                                       | Чжань Хаоцін Чжань Юнжань                                            | 5–7, 7–6(7–4), [10–6]            |
| 2017        | Чжань Юнжань Мартіна Хінгіс                                          | Ешлі Барті Кейсі Деллаква                                            | 6-3, 7-5                         |
| 2018        | Габріела Дабровскі Сю Іфань                                          | Ірина-Камелія Бегу Міхаела Бузернеску                                | 6-3, 7-5                         |
| 2019        | Чжань Хаоцін (2) Латіша Чжань (3)                                    | Кірстен Фліпкенс Бетані Маттек-Сендс                                 | 2–6, 6–3, [10–6]                 |
| 2020        | Не проводився через COVID-19                                         | Не проводився через COVID-19                                         | Не проводився через COVID-19     |
| 2021        | Аояма Сюко Ена Сібахара                                              | Ніколь Меліхар Демі Схюрс                                            | 6–1, 6–4                         |
| 2022        | Александра Крунич Магда Лінетт                                       | Людмила Кіченок Олена Остапенко                                      | walkover                         |
| 2023        | Дезіре Кравчик Демі Схюрс                                            | Ніколь Меліхар Еллен Перес                                           | 6–2, 6–4                         |
| 2024        | Людмила Кіченок Олена Остапенко                                      | Габріела Дабровскі Ерін Рутліфф                                      | 5–7, 7–6(7–2), [10–8]            |
| ↓ WTA 250 ↓ |                                                                      |                                                                      |                                  |
| 2025        | Маріє Боузкова Анна Даніліна                                         | Сє Шувей Мая Джойнт                                                  | 6–4, 7–5                         |